# Fuego Solar
Fuego Solar (en inglés Sunfire), de nombre Shiro Yoshida (吉田史朗), es un superhéroe japonés que aparece en los cómics estadounidenses publicados por Marvel Comics. Fuego Solar es un miembro mutante y exmiembro de los X-Men.
Shiro es un mutante japonés temperamental y arrogante que puede generar plasma supercalentado y volar. No apto para el trabajo en equipo, Sunfire fue solo brevemente un miembro de los X-Men y ha mantenido vínculos limitados con el equipo desde entonces. Ha tenido alguna presencia en el gran Universo Marvel.

## Historial de publicaciones
Creado por el escritor Roy Thomas y el artista Don Heck. Sunfire fue introducido por primera vez en X-Men #64 (enero de 1970).
En 1998, Marvel publicó una miniserie titulada Sunfire y Big Hero Six, sobre la breve membresía de Sunfire en un nuevo equipo de superhéroes aprobado por el gobierno japonés.
El escritor de cómics Rick Remender reveló en una entrevista que Sunfire sería miembro de Uncanny Avengers, comenzando con el número 5.

## Biografía ficticia

### Origen
Shiro Yoshida nació de una madre que sufrió envenenamiento por radiación debido a la exposición a la bomba atómica lanzada sobre Hiroshima, Japón. Como resultado, Shiro nació en Agarashima, Japón, con poderes mutantes de radiación solar.
La madre de Shiro murió de envenenamiento por radiación cuando era joven y Shiro llegó a odiar a los Estados Unidos, a pesar de la influencia de su padre, un embajador a las Naciones Unidas más tolerantes de los EE. UU. Su codicioso tío Tomo, inspiró a Shiro para tomar la identidad de «Fuego Solar» y participó en una batalla solitaria contra los EE. UU. Como Sunfire, Shiro atacó el Capitolio de Estados Unidos y se enfrentó a los X-Men. Más tarde, vio a su padre muerto a manos de Tomo. Angustiado, Sunfire mató Tomo y se entregó a las autoridades.
Más tarde, Fuego Solar luchó contra Namor el Sub-Mariner, pero luego unieron fuerzas contra el Dragon Lord. Él también luchó contra Iron Man, al ser secuestrado por el Mandarín, quien lo utilizó para alimentar una de sus máquinas. Cuando fue liberado, junto con Iron Man se enfrentó a Ultimo.

### X-Men y carrera superheroica independiente
Meses después, el Profesor Charles Xavier reclutó a Fuego Solar para unirse a un nuevo equipo de X-Men para rescatar a los originales X-Men de Krakoa, la Isla Viviente. Fuego Solar acompañó a un grupo de X-Men en esta misión. Sin embargo, renunció al equipo antes de recibirse como miembro oficial. Esto se debió principalmente a su arrogancia y su carácter irracional.
Fuego Solar, luchó contra Iron Man y el segundo Guardsman. Después, con los X-Men, se enfrentó a Moses Magnum. Más tarde fue uno de los héroes convocados por el Grand Master para el primer Concurso de Campeones, en la que se enfrentó a Darkstar. Luego, con los X-Men, se enfrentó a un dragón extraterrestre. Tiempo después, junto con Cable, Wolverine y los Nuevos Mutantes, se enfrentó a Stryfe y al Frente de Liberación Mutante. Más tarde, Fuego Solar fue hipnotizado por Doctor Demonicus para unirse a sus jefes, los Pacific Overlords. Junto a Pelé, Sunfire luchó contra Hawkeye, Namor y Spider-Woman (Julia Carpenter). Sunfire recibió un nuevo conjunto de armadura, y con los X-Men ayudó a rescatar a Mikhail Rasputin, hermano del x-man Coloso. Más tarde, junto con Gambito, luchó contra La Mano.

### Los Doce y X-Corp.
Fuego Solar se involucró con los X-Men, una vez más, cuando el villano Apocalipsis lo secuestro como uno de «Los Doce», un grupo de mutantes de los cuales Apocalipsis planeaba tomar su poder para deformar la realidad.
Más tarde, Fuego Solar se convirtió en miembro de la X-Corporation, una organización no gubernamental dedicada a la protección de los derechos mutantes. Fuego Solar se unió a la sucursal de Mumbai junto con Warpath y las hermanas Feral y Thornn. Ellos salvaron al Profesor X de un ataque de la desconcertada Emperatriz Lilandra Neramani, y más adelante, ayudaron a él y a Jean Grey a salvar a la joven mutante Dust.

### Rogue
Más tarde, se reveló que Fuego Solar había trabajado con Rogue y Mystique, tiempo atrás, cuando Fuego Solar seguía trabajando con Tomo y Rogue era miembro de la Hermandad de mutantes diabólicos. Con ellos trabajó una chica llamada Blindspot, que en ese momento estaba aliada con la Hermandad y que tenía el poder de borrar y restaurar los recuerdos. Los cuatro estaban en una misión para robar a Lord Darkwinds (el padre de Lady Deathstrike), su proyecto sobre el proceso de adhesión del adamantium al cuerpo humano. Mystique más tarde cortó sus lazos con Blindspot, en la que no confiaba. Blindspot borró sus huellas una vez terminado el contrato, borrándose de la mente de todos los involucrados para que nadie se acordaba de ella.
Más tarde, Blindspot descubrió que Lord Darkwind quería que los cuatro muertos por intentar robar a su proceso de adamantium. Al darse cuenta, Blindspot volvió a Japón para borrar su recuerdo de la terrible experiencia. Cuando llegó, descubrió que su hija, Yuriko, quien más tarde se convirtió en Deathstrike, ya lo había matado. Blindspot fue capaz de borrar los recuerdos de Deathstrike.
Sin embargo, como Deathstrike era más máquina que la mujer, ella fue capaz de restaurar sus recuerdos de la misma manera si fuera un disco duro. Deathstrike secuestró a Blindspot, que publicó una foto de Fuego Solar, Rogue, y Mystique para atraer su atención para salvarla. Aunque nunca llegó Mystique, Rogue se unió a Fuego Solar, cuya reputación había sido arruinada por la fotografía en Tokio.
Los dos se encontraron con Lady Deathstrike, que en una acalorada batalla, le cortó las piernas a Fuego Solar, dejándolo en estado crítico. Rogue se rindió ante Deathstrike, quien encerró a los dos. Allí, Rogue encontró a Blindspot, quien le devolvió recuerdos y le explicó lo que estaba pasando.
Cuando Deathstrike descubrió que los tres no eran realmente responsables de robar el adamantium, los quiso matar para destruir cualquier evidencia de lo que había hecho. Un Fuego Solar débil pidió Rogue absorber sus poderes para que pudiera luchar adecuadamente. Con ellos, Rogue ahora también absorbió la personalidad de Fuego Solar.
Rogue salió a buscar venganza contra Deathstrikel, hiriendo gravemente a la mujer. Los X-Men llegaron a tiempo para intervenir. Después de un breve altercado, los recuerdos de Rogue se restauraron y le dijo a los X-Men lo que le había sucedido a Fuego Solar. Los X-Men lo encontraron vivo.

### Jinete de Apocalypse
Fuego Solar perdió sus poderes antes del Día-M. Se reveló más tarde, que Fuego Solar había sido rescatado por un misterioso grupo de ninjas, y llevado a un hospital de Aspen. Después de ser revivido de su coma, un especialista mundial en prótesis, Masanori Kuzuya, le ofreció sus servicios. Antes de que el aceptara, Apocalipsis apareció y le ofreció Fuego Solar la oportunidad para la venganza, así como la recuperación de sus extremidades perdidas, a cambio de su servicio como uno de los nuevos Jinetes de Apocalipsis.
Fuego Solar aceptó, pero después de estar encadenado y encerrado en una prisión mientras escuchaba los gritos de tortura de Gazer (otro de los jinetes nuevos), Fuego Solar trató de escapar. Incapaz de dejar a su suerte a Gazer, Fuego Solar volvió a ponerlo en libertad. Sin embargo, la transformación Gazer en «Guerra», ya había sido completada y lo atacó. Capturado de nuevo, Fuego Solar se transformó en el Caballero de la Hambruna. Cuando Apocalipsis lanzó su ataque sobre los X-Men, Fuego Solar causado una intensa sensación de hambre y debilidad en los mutantes y los seres humanos del instituto. Como él estaba luchando contra los X-Men, Kaos le disparó y Rogue, quien lo reconoció, lo atrapó mientras caía. Él fue llevado al laboratorio médico y Emma Frost entró en su mente en un intento por ayudarlo. Apocalipsis, envió a Guerra para recuperar a Fuego, pero Shiro se liberó de su control y lo atacó.
Fuego Solar fue visto por última vez corriendo con el cuerpo inconsciente de Gambito, que como él, también fue manipulado por Apocalipsis. En un templo, ambos encontraron a Mr. Siniestro.

### Merodeadores
Fuego Solar se muestra como un nuevo miembro de los Merodeadores. de Mr. Siniestro. Junto a Gambito, Fuego Solar ataca a Cable y destruye la isla de Providencia. Posteriormente, ataca a Cannonball y el Hombre de Hielo, siendo tomado prisionero. Hombre de Hielo neutraliza las habilidades mutantes artificiales de Fuego Solar, con un nivel subatómico usando sus propias habilidades mutantes, mientras Cannonball lo combate.
Fuego Solar es puesto en cautiverio en el Blackbird y es rescatado por sus compañeros Merodeadores.
Después de ser rescatado por los Merodeadores, Fuego Solar se une a sus compañeros Gambito, Prism, Blockbuster, Malice, Lady Mastermind, y Scalphunter cuando viajan a Cooperstown, Alaska para encontrar al Mesías bebé. A continuación, participa en una batalla junto a los Merodeadores y Acólitos en contra de los X-Men.
Durante la batalla final para obtener el bebé en la Isla Muir, Sunfire fue noqueado mientras que la mayoría de los otros Merodeadores murieron o escaparon. Fue visto por última vez inconsciente cuando el obispo utilizó sus poderes de fuego para cerrar sus heridas antes de ir después de Cable y el bebé. Cuando se despertó, vio que la batalla había terminado, Siniestro muerto y los Merodeadores disueltos. Perdido y frente a una crisis de identidad, Shiro renunció a su identidad de Sunfire y vagó durante un año en estado de embriaguez.

### División Unida de Vengadores
Shiro de vuelta en Japón, es encontrado por Wolverine para que se uniera al nuevo equipo de Vengadores en el cual estarán viejos miembros (Capitán América, Thor, Avispa, Bruja Escarlata y Wonder Man) y miembros mutantes (Wolverine, Havok y Rogue.), por lo cual acepta.

## Poderes y habilidades
Fuego Solar es un mutante con la capacidad de absorber la radiación solar y convertirla en ráfagas de calor abrasador. Por la ionización del aire alrededor de él, puede rodearse de un aura de intenso de calor suficiente para fundir el acero, o volar, centrándose sus aura en una corriente firme de gas ionizado que lo impulsa a través del aire como un cohete. Fuego Solar también tiene visión infrarroja. Fuego Solar tiene la capacidad para formar un campo de fuerza psiónica durante el uso de su plasma como protección contra el calor y la radiación, tanto la de su propia generación, como la que parte de fuentes externas. Cuando se convirtió en un Jinete de Apocalypse, le dieron la facultad de movilizarse en el espacio sin la necesidad de respirar gracias a las modificaciones implantadas en su cuerpo. Su cuerpo puede también volverse de plasma puro.

## Otras Versiones

### Era de Apocalipsis
Fuego Solar es miembro de los X-Men de Magneto.

### Dinastía de M
Fuego Solar es el Emperador de Japón.

### Ultimate Fuego Solar
El es miembro de Alpha Flight.

## En otros medios

### Televisión
- Sunfire fue protagonista invitada en la serie animada de 1980 Spider-Man and His Amazing Friends (voz de Jerry Dexter). En el episodio «Sunfire», él y Firestar se enamoraron en medio de sus aventuras con los amigos de Firestar, Spider-Man y Iceman. Su tío Jin Ju conspiró para usar a Sunfire y Firestar en su plan para tramar su monstruo de fuego. Sunfire y Spider-Friends detuvieron al monstruo de fuego y Sunfire regresó a Japón para enviar a su tío a un hospital.
- Sunfire hace muchas apariciones en la serie X-Men (cameos) sin embargo, la mayoría de ellos eran camafeos que no hablaban simplemente para el propósito de un personaje original. Sin embargo, cuando Sunfire habla, Dennis Akayama lo expresa. Él apareció brevemente en la adaptación de The Dark Phoenix Saga en el episodio «Child of Light» como uno de los muchos héroes de Marvel que salvaron a diferentes partes del mundo de la catástrofe debido a la corrupción del M'Kraan Crystal. También tuvo papeles en los episodios «Slave Island» y «Graduation Day» (donde se había convertido en un seguidor de Magneto).
- Sunfire aparece en Marvel Disk Wars: The Avengers, con la voz de Tomokazu Sugita.

### Videojuegos
- Sunfire apareció como un personaje jugable en X-Men Legends II: Rise of Apocalypse con la voz de James Sie. Tiene un diálogo especial con Monolito Viviente y Pyro (antes de la batalla con Abyss).
- Sunfire se menciona brevemente en el videojuego The Punisher. Se habla de él en el segundo al último nivel del juego. Dos tipos hablan de quién ganaría en una pelea entre Sunfire y Capitán América. El Yakuza lo llama erróneamente «Capitán Japón».
- Sunfire aparece en X-Men: Destiny, con la voz de Gaku Space. Aparece como el padre del personaje jugable Aimi Yoshida.
- Sunfire es un personaje desbloqueable en el juego de Facebook Marvel: Avengers Alliance.[21]